# Hans-Arnold Teuschler
Hans-Arnold Teuschler (* 26. April 1921 in Schweidnitz; † 12. Juni 1993 in Bauler (Eifelkreis Bitburg-Prüm)) war ein deutscher Maler, Comic-Künstler, Illustrator und Grafiker.

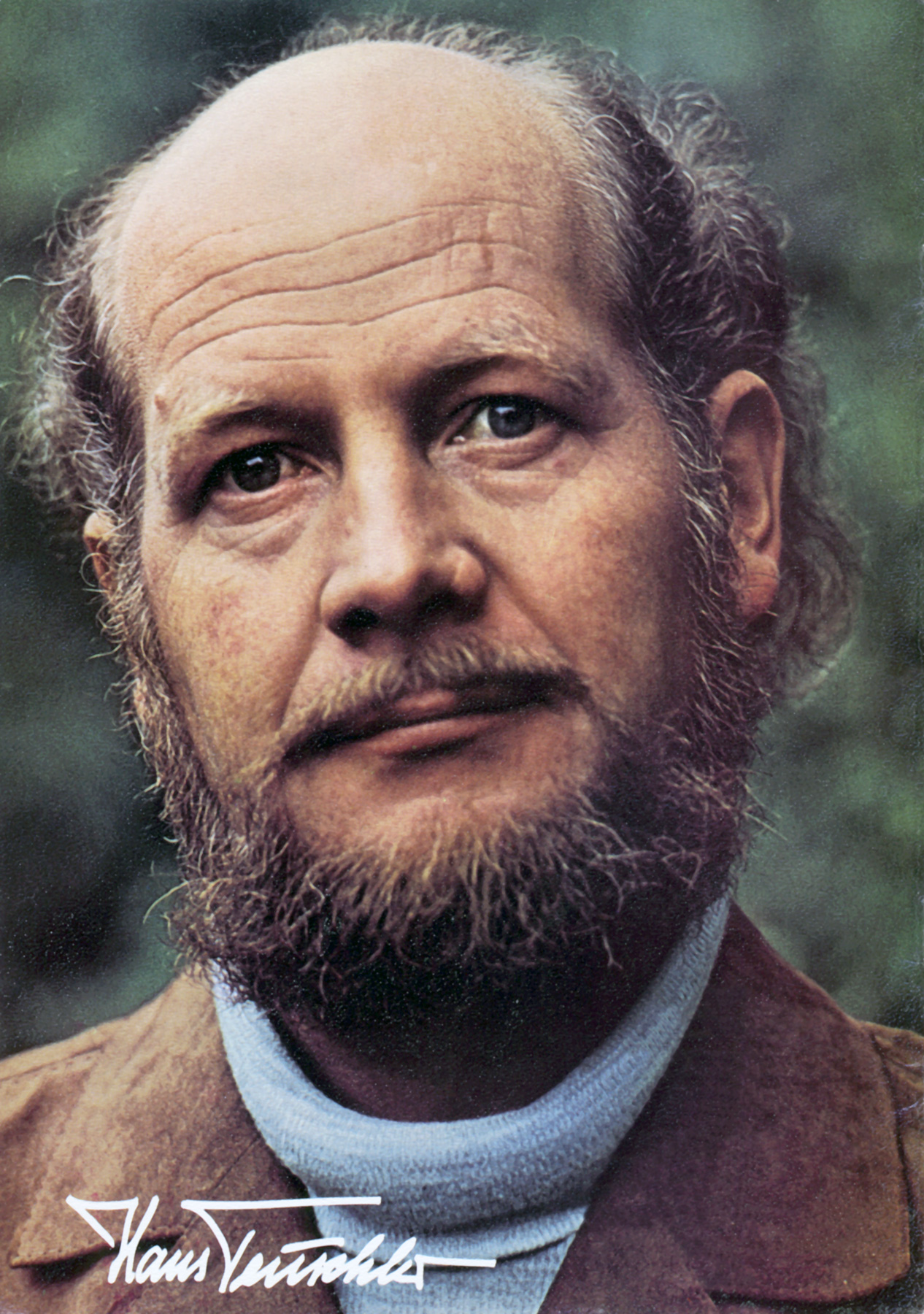
Hans-Arnold Teuschler

## Leben
Teuschler kam als Sohn des Rektors Alfred Teuschler (* 1882) und dessen Ehefrau Luise Teuschler, geb. Arnold (* 1885), zur Welt und wuchs neben seiner jüngeren Schwester Lies-Anne (* 1923) in gutbürgerlichen Verhältnissen auf. In Gottesberg/Schlesien (heute Boguszów) besuchte er Volks- und Mittelschule, die Oberrealschule in Waldenburg/Schlesien (heute Wałbrzych) schloss er mit der Reifeprüfung 1939 ab.

Dank seines künstlerischen Talents, das insbesondere durch seine Mutter – als Hobby-Aquarellmalerin – erkannt und gefördert wurde, bewarb sich Teuschler bei der Hermann-Göring-Meisterschule für Malerei in Kronenburg/Eifel. Er wurde dort 1939 als Meisterschüler von Werner Peiner aufgenommen, wechselte allerdings im April 1940 zur Meisterschule für Grafik und Buchgewerbe in Berlin (später Fachschule für Werbung und Gestaltung Berlin). Im Oktober 1940 wurde Teuschler zum Reichsarbeitsdienst und ab April 1941 zum Wehrdienst einschließlich Fronteinsatz einberufen. Im April 1945 geriet er in Kriegsgefangenschaft, aus der er im Februar 1946 entlassen wurde. Aufgrund von Granatsplitterverletzungen war Teuschler zunächst im Rotkreuz-Krankenhaus Wiesloch und später bis 1948 im Kriegsversehrtenheim Marxzell. Nach verschiedenen, teils pädagogischen Tätigkeiten begann er 1950 eine Ausbildung zum Fotografen, die er mit dem Gesellenbrief 1952 abschloss.
1955 heiratete Hans-Arnold Teuschler die 15 Jahre jüngere Helga Lohmann (1936–2016). Das Paar bekam zwei Söhne und eine Tochter.

## Schaffensphasen

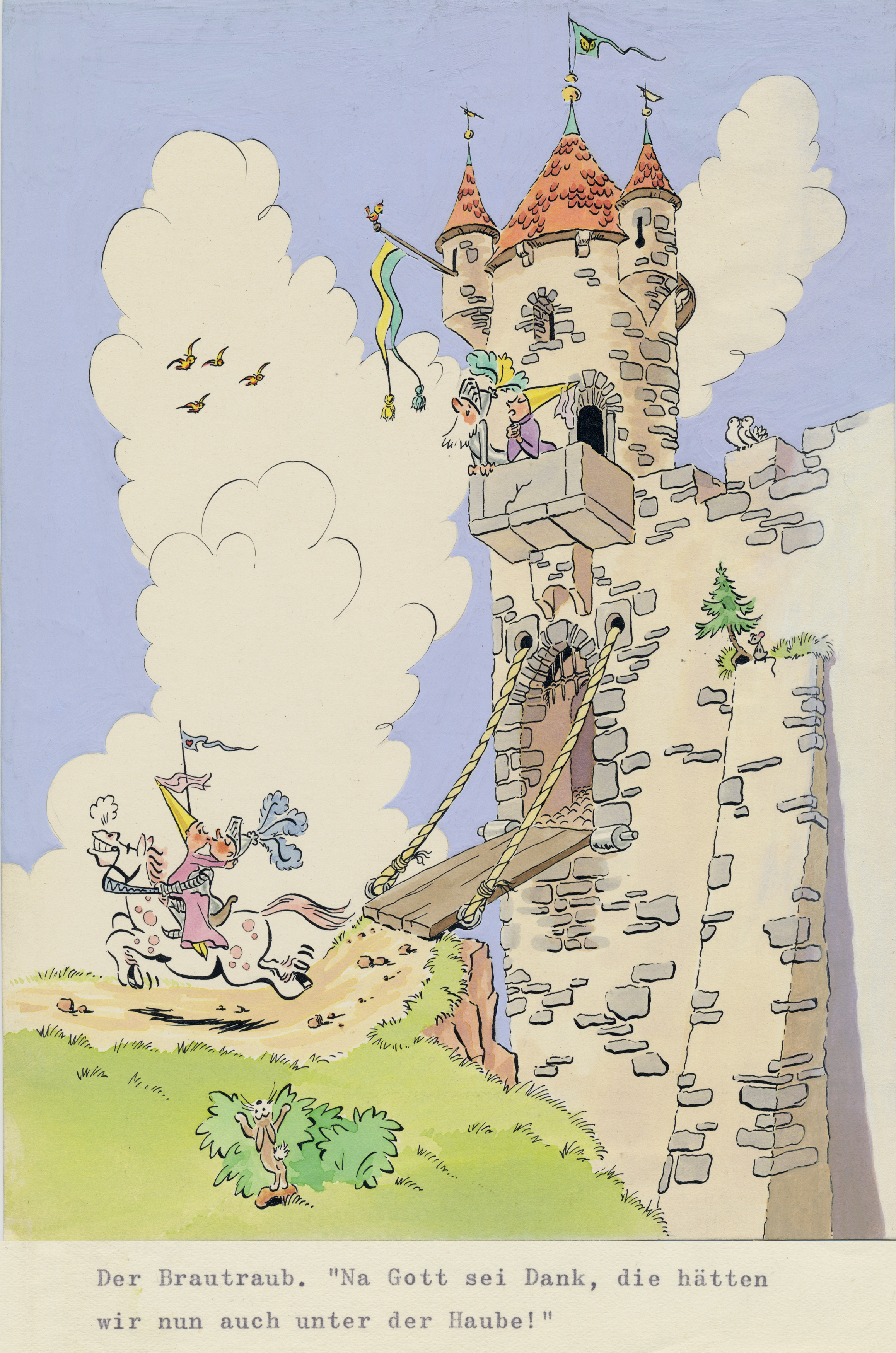
Der Brautraub – 1956

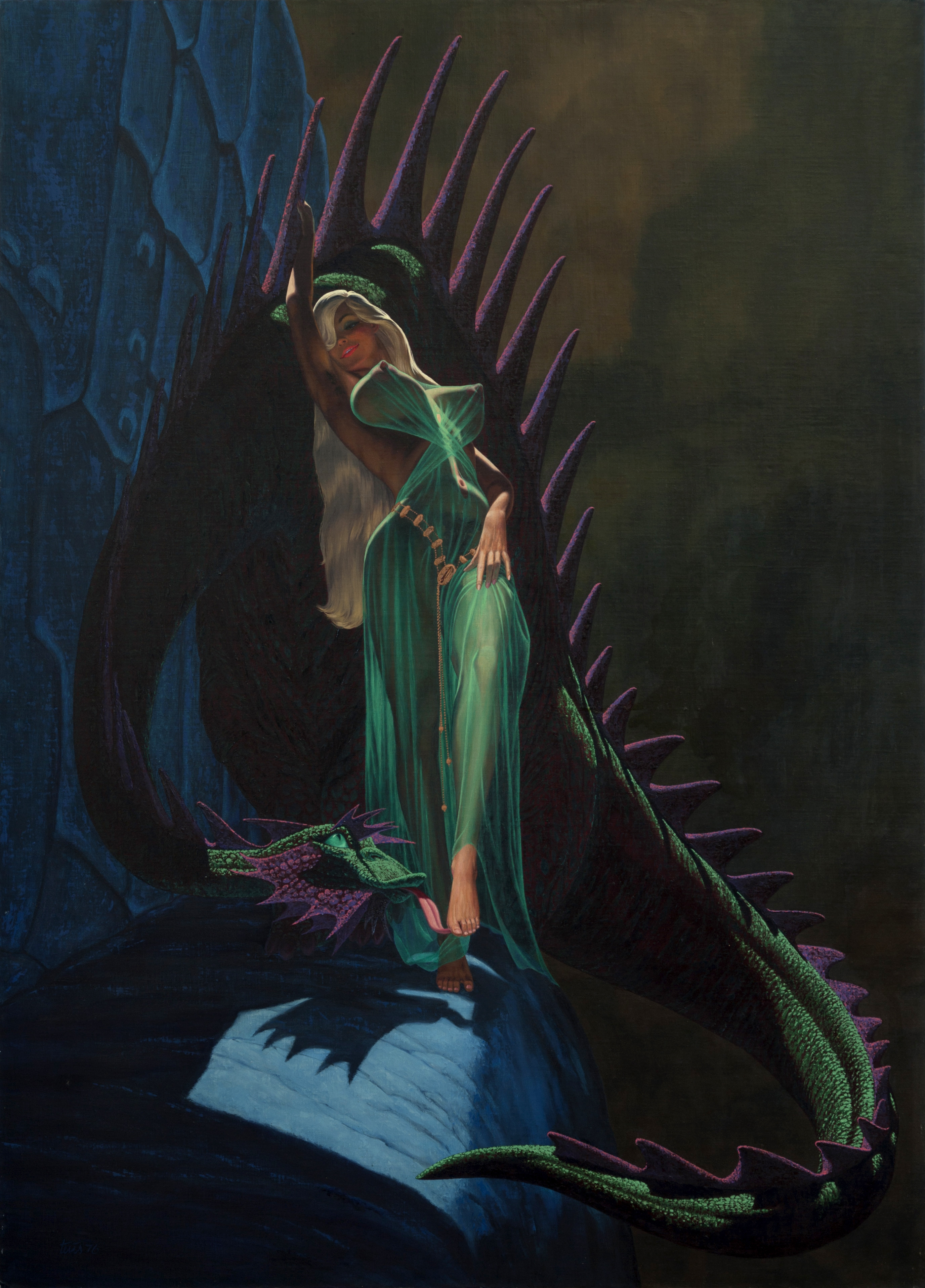
Princess of the Dragon – 1978

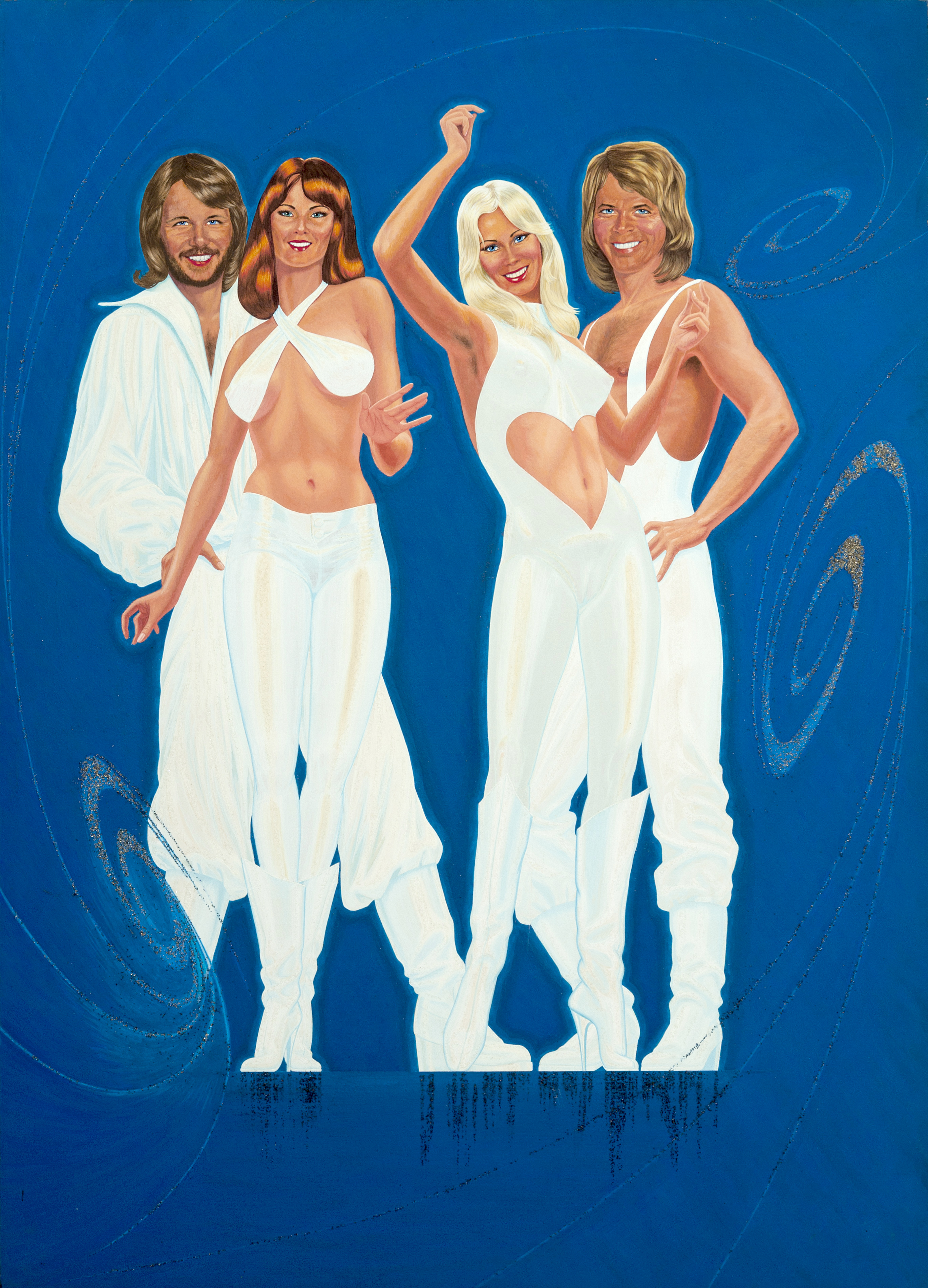
ABBA – 1977

### 1947 bis Okt. 1960
Wohnorte: Marzell (Kriegsversehrtenheim), Schaumburg/Weser, Radolfzell, Frankfurt am Main, Scheidegg. Teuschler war tätig in verschiedenen leitenden Anstellungen als Grafiker und Fotograf.
An Werken entstanden unter anderem:
- Landschafts-Aquarelle, Zeichnungen und einige Ölbilder
- Eine Reihe liebevoll ausgeführter Cartoons aus der Ritterzeit

### Nov. 1960 bis Juni 1965
Wohnort: Haar bei München, Anstellung bei der Insel-Film GmbH (Atelier München-Haar) als Trickfilmzeichner, ab Oktober 1962 Leiter der Zeichentrick-Abteilung. In dieser Zeit entstand u. a. der Dokumentar- und Zeichentrickfilm „Das Herz des Menschen“.
In seiner Freizeit entstanden zahlreiche Zeichnungen und Gemälde, im Wesentlichen weibliche Akt-Bilder, teils auf experimentellen Hintergründen wie Tapetenabschnitten.

### Juli 1965 bis Juni 1970
Wohnort: Räknäs im Schärengarten östlich von Stockholm. Freiberuflicher Zeichner, Grafiker und Schriftsteller. Seine wesentlichen Werke in dieser Zeit:
- Comicserie „Tom Sexmålaren“[1][2]: Veröffentlicht im schwedischen pornografischen Periodikum „PIFF Nyhet“ des Hson-Verlages in Stockholm (Heftformat: 12,5 × 18 cm Hochformat), Herausgeber: Curth Hson. Die jeweils 4-seitige Serie erschien alle zwei Wochen in den Ausgaben 3/1967 bis 26/1967, wöchentlich im ganzen Jahr 1968 und in den Ausgaben 1/1970 bis 11/1970. Das sind 340 Comicseiten, durchwegs in schwarzweiß, in den Ausgaben 37/1968 bis 49/1968 mit einer Sonderfarbe (rot). 1969 pausierte die Serie für ein Jahr. Die Geschichte: Der Protagonist Tom erlebt verschiedene erotische Abenteuer in der Gegenwart, zunächst in Schweden, dann auf Mallorca und später in Afrika. Die Serie in 1970 steht unter dem Slogan „lever ljuva livet“ (= das süße Leben leben). Hier sind bereits Story-Elemente enthalten, die später in seinem Werk „Jane und Jack“ wieder auftauchen.
- Buch „Ridande Oskuld“,[3] 1969 erschienen im Östermalmsverlag, 88 Seiten, dreiteiliger Sex-Roman mit 30 gewagten Illustrationen als Autor und Grafiker.

### Juli 1970 bis 1974
Wohnort: Bauler in der Südeifel. Freiberuflicher Zeichner, Grafiker und Schriftsteller. Seine Werke in dieser Zeit:
- Comichefte „Pussy and Prick“[4] für Erwachsene, Band 1 und 2: Teuschler war Autor und Zeichner zweier pornografischer Hefte im DIN-A5-Format, 1970 und 1971 erschienen im DUO-Verlag, Malmö, Schweden, je 36 Seiten. Die Bilder sind auf Karton gemalt, Kreide-Gouache-Mischtechnik, teilweise auch Airbrush. Die Hefte sind in Deutsch und Englisch erschienen. Die Story: Peter (bzw. Prick) ist ein Reporter und rettet im Rahmen seiner Recherchen eine junge attraktive Frau (Pussy) aus einem Internat mit einer perversen Leiterin. Anschließend begeben sie sich auf einen Erholungs- und Urlaubstrip mit einem Pferdewagen durch Irrland. Am Ende von Band 1 werden sie von einem Ufo entdeckt und entführt. In Band 2 landen sie auf einem fernen Planeten und dort in einen Zoo zur Belustigung allerlei außerirdischer Lebewesen. Nach einigen Abenteuern können sie fliehen. Ein dritter Band war geplant, wurde jedoch nie fertiggestellt. Skizzen und einige Bilder sind jedoch im Nachlass vorhanden.
- Comicbuch „Jane + Jack“[5] für Erwachsene: 1972 erschienen im Verlag der Europ. Bücherei Hieronimi, 64 S. in Vierfarbenabfolge mit 205 Abb. in deutscher Sprache; 30 cm Pp., gebundene Ausgabe Hardcover/Pappeinband, ISBN 3-8013-0102-8 (ISBN 978-3-8013-0102-6). Teuschler war auch hier der Autor und Zeichner. Die Science-Fiction-Geschichte ist in schwarzweiß in Tusche/Kreide gezeichnet und mit einer Farbe coloriert, die von Kapitel zu Kapitel wechselt. Die Originale sind im Nachlass komplett erhalten.
- Comic-Figuren und Idee „Vanja – die Vandalin“: In den Jahren 1973/74 entstanden Skizzen und Grafiken hierzu, Teuschler fand allerdings keinen Verlag, der zu seinen Bedingungen ein entsprechendes Comic herausgeben wollte.

### 1975 bis Juni 1993
Wohnort: Bauler in der Südeifel. Freiberuflicher Zeichner, Grafiker und Schriftsteller. Zeitweise Beschäftigung als Werbegrafiker und als Kunstlehrer.
- Ölgemälde in hoher handwerklicher Qualität fertigte Teuschler für die wohl größte schwedische Popzeitung jener Zeit: POSTER. Den Herausgeber Hans Hatwig hatte Teuschler in seiner Zeit in Schweden beim Hson-Verlag kennengelernt. Zu den etwa 20 Motiven gehören Darstellungen von Elvis Presley, KISS, ABBA, John Travolta usw., aber auch mehr oder weniger erotische Fantasy-Szenen. Das Format der Originale beträgt regelmäßig 72 × 100 cm. Einige dieser auf Leinwand gefertigte Ölgemälde befinden sich in seinem Nachlass.
- Dinosaurier-Szenen: In den späten 1970ern wurden Dinosaurier allmählich populär, so dass Hans Hatwig Hans-Arnold Teuschler mit einer ganzen Serie von Dinosauriermotiven beauftragte. Es entstand eine Reihe von mittelgroßen Gemälden in einer Gouache-Airbrush-Mischtechnik. Eine Besonderheit sind die Hautpartien der Dinosaurier mit ihren filigran ausgeführten Strukturen. Diese Serie von 14 Gemälden wurde erst vor kurzem im Nachlass des Künstlers gefunden.
- Filmplakate und Roman-Titelseiten: Neben den POSTER-Arbeiten führte Teuschler verschiedene Auftragsarbeiten aus, hierunter Roman-Titelseiten für den Moewig-Verlag oder Filmposter für schwedische Horrorfilme (u. a. „Blödaren“), die im Übrigen ebenfalls von Hans Hatwig produziert wurden.
- Aquarell-Serien einer Norwegen-Reise 1983: Auf einer ausgedehnten Campingreise gemeinsam mit seiner Ehefrau besuchte Teuschler zahlreiche Stabkirchen, die er vor Ort in Wasserfarben festhielt. Hinzu kamen weitere nordische Motive, u. a. auch Zeichnungen des berühmten Nidhöggr-Drachens. Weitere kleine Serien von Landschaftsaquarellen entstanden 1977 auf Korsika und 1984 bei einem Frankreich-Urlaub sowie 1986, als das Ehepaar Teuschler ihren ältesten Sohn Wolfdieter in Kanada besuchten.

Zur Sicherung seiner Rente nahm Teuschler wieder eine Anstellung als Werbegrafiker (1983–1986) und später als Kunstlehrer in einem Bitburger Gymnasium an.